# Henry Bogdan
Pour les articles homonymes, voir Bogdan.
Henry Bogdan, né le 9 janvier 1936 à Beauvais (Oise) et mort le 9 avril 2020 à Vandœuvre-lès-Nancy (Meurthe-et-Moselle), est un historien français d'origine hongroise.

## Biographie
Spécialiste de l'Europe centrale et de l'Europe de l'Est et des problèmes des minorités nationales, agrégé d'histoire et diplômé de l'Institut national des langues et civilisations orientales, il enseigne à l'Enseignement militaire supérieur scientifique et technique et au Centre d'études européennes de l'université Paris-Est-Marne-la-Vallée. Il a effectué des missions dans les pays baltes, en Yougoslavie et en Arménie. Il a aussi enseigné au lycée Voltaire (Paris–XI) et au lycée Gay-Lussac, à Chauny.

## Publications
- Histoire de la Hongrie, Que sais-je ? n° 678 PUF, 1966.
- La Question royale en Hongrie au lendemain de la Première Guerre mondiale, Cahiers de l'Institut de recherches de l'Europe centrale, 1979.
- Histoire des pays de l'Est, Éditions de l'Université et de l'Enseignement Moderne, 1982  (ISBN 9782262008352, 9782262009243 et 9782012787056).
- Histoire des peuples de l'ex-URSS, du IXe siècle à nos jours, Perrin, 1993  (ISBN 9782012787063 et 9782262009403).
- Les Chevaliers teutoniques, Perrin, 1995  (ISBN 9782262010195 et 9782262018917).
- La Guerre de Trente Ans, 1618-1648, Perrin, 1999  (ISBN 9782262010690 et 9782262023973)Ouvrage couronné par le prix Thiers de l’Académie française.
- Histoire de l'Allemagne, de la Germanie à nos jours, Perrin, 1999  (ISBN 9782262012601 et 9782262021061).
- Histoire des pays de l'Est, des origines à nos jours, Perrin, 1999.
- Histoire des Habsbourg, des origines à nos jours, Perrin, 2002  (ISBN 9782262015893, 9782262023768 et 9782262024383).
- La Lorraine des ducs : sept siècles d'histoire, Paris, Perrin, coll. « Pour l'histoire », 2005, 291 p. (ISBN 2-262-02113-9). Réédition : La Lorraine des ducs : sept siècles d'histoire, Paris, Perrin, coll. « Tempus » (no 515), 2013, 310 p., poche (ISBN 978-2-262-04275-2).
- Histoire de la Bavière, Perrin, 2007  (ISBN 9782262024871).
- Les Hohenzollern, la dynastie qui a fait l'Allemagne (1061-1918), Perrin, 2010.
- Le Kaiser Guillaume II dernier empereur d'Allemagne, Paris, Tallandier, 2014, 303 pages.
- Histoire des trois Reich, Perrin, 2015, 415 pages.